# Liste der Monuments historiques in Chevincourt
Die Liste der Monuments historiques in Chevincourt führt die Monuments historiques in der französischen Gemeinde Chevincourt auf.

## Liste der Objekte
| Bezeichnung | Beschreibung                               | Standort                | Kennzeichnung | Schutzstatus | Datum | Bild |
| ----------- | ------------------------------------------ | ----------------------- | ------------- | ------------ | ----- | ---- |
| Kasel       | Stoff, 1609                                | in der Kirche St-Pierre | PM60000519    | Classé       | 1913  |      |
| Pluviale    | Stoff, erstes Viertel des 17. Jahrhunderts | in der Kirche St-Pierre | PM60000520    | Classé       | 1913  |      |